# Пам'ятник Максимові Березовському
Пам'ятник Максимові Березовському в Глухові, відкритий 1995 року. Скульптор — Коломієць Інна.

## Історія створення
Напередодні 1995 року Глухів і музична громадськість планували відзначити 250-річчя з дня народження відомого композитора 18 століття Дмитра Бортнянського, що планувалося на 2001 рік. Ідея створення монумента славному земляку в місті отримала широкий розголос і її підтримали як громадськість міста, так і урядовці Міністерства культури України.
Але урочистостям на честь Бортнянського передував не менш славний ювілей ще одного уродженця міста, теж уславленого композитора Максима Березовського. 250-ту річницю з дня народження М. Березовського планували відсвяткувати ще раніше — якраз у 1995 році. Добре знаного в Європі М. Березовського планували вшанувати як в Україні, так і по лінії ЮНЕСКО. Але і йому не було пам'ятника в Глухові. Так замість одного монумента виникла ідея встановити два.
Замову на їх створення і отримала скульптор Інна Коломієць. Така вдача не часто трапляється в долі. До того ж, і епоха, і тема були такими, що давали простір для широкого діапазону рішень — від академічно — стриманих до новітніх чи модернових. Бортнянський у Інни Коломієць — більш академічний (перука, шати 18 століття, декоративне рештування, гербовий малюнок постаменту). Постать у повний зріст — спокійна і зосереджена.

## Характеристика
Монумент Березовському — поєднання класичного з модерновим. Тут і скрипка, і довге волосся митця, і гербовий малюнок постаменту, що ріднить обидва монументи. Але скульптор добре знала про гіркі останні роки композитора, його невизнання і нереалізованість в імперії, про його самогубство. Пригнічений стан композитора в останні роки життя, його розбурхану, тривожну свідомість і передають майже чернечі шати, розгублений жест рук, вираз муки без заспокоєння. Монументи двом композиторам Глухова стали приємним явищем мистецького життя, таких нечастих в провінційних містах України.